# Judy Canova
Judy Canova (20 de noviembre de 1913 - 5 de agosto de 1983) fue una actriz, cantante y artista radiofónica estadounidense.

## Biografía
Su verdadero nombre era Juliette Canova, y nació en Starke, Florida. Su carrera artística empezó con el vodevil, actuando con sus hermanos Annie y Zeke. Sus intervenciones en el Three Georgia Crackers facilitaron su salto de los teatros de Florida a un club de Nueva York. Judy Canova cantaba y tocaba la guitarra. Destacando entre sus hermanos, desarrolló una personalidad propia como una paleta simpática, con grandes ojos, y peinada a menudo con trenzas y tocada con un sombrero de paja. Cuando el músico y actor Rudy Vallee le ofreció actuar en su programa radiofónico, se abrieron las puertas a una carrera que abarcó más de cinco décadas.
La popularidad de la familia Canova les consiguió numerosas actuaciones en la radio en la década de 1930, debutando los tres en Broadway con la revista Calling All Stars. Una oferta de la productora Warner Bros. le dio pequeños papeles, antes de firmar con Republic Pictures. Durante su carrera grabó para el sello RCA Victor y actuó en más de dos docenas de películas de Hollywood, incluyendo Scatterbrain (1940), Joan of Ozark (1942) y Lay That Rifle Down (1955). 
En 1943 inició su propio programa radiofónico, The Judy Canova Show, que se mantuvo doce años, primero con la CBS y después con la NBC. En dicho programa Canova estaba acompañada del artista de la voz Mel Blanc, en el papel de Pedro (usaba la voz que más tarde dio al personaje de dibujos animados Speedy Gonzales), Ruth Perrott como Tía Aggie, Ruby Dandridge como Geranium, Joseph Kearns como Benchley Botsford, y Sharon Douglas como Brenda, con Gale Gordon, Sheldon Leonard, y Hans Conried actuando también de manera periódica. Durante la Segunda Guerra Mundial finalizaba su show con la canción "Goodnight, Soldier", y en su tiempo libre solía vender bonos de guerra. Tras la contienda, usó un nuevo tema para finalizar el programa, que se decía que ella recordaba de oírlo cantar por su madre cuando era pequeña. Su letra era: 
Go to sleep-y, little baby,
Go to sleep-y, little baby,
When you wake
You'll patty-patty cake,
And ride a shiny little pony.
Canova grabó la canción en 1946.
Además de en su propio programa, Canova tuvo actuaciones frecuentes en otros espacios radiofónicos de la época, destacando sobre todos aquellos presentados por Bud Abbott y Lou Costello, y por Fred Allen.
Cuando su programa finalizó en 1955, Canova se dedicó a la televisión con actuaciones en The Colgate Comedy Hour, The Steve Allen Show, Matinee Theatre, Alfred Hitchcock Presents y otros programas. En 1967 fue Mammy Yokum en un episodio piloto no vendido adaptación de L'il Abner, obra de Al Capp. También trabajó en Broadway y en clubes de Las Vegas en los inicios de la década de 1970, haciendo una gira con la obra No, No Nanette en 1971.
Su hija, Diana Canova, es una actriz conocida por su papel en la serie televisiva de la ABC, Soap.
En 1983, Judy Canova falleció a causa de un cáncer, con 69 años de edad, y fue enterrada en el cementerio Forest Lawn Memorial Park en Glendale, California. Tiene una estrella en el Paseo de la Fama de Hollywood, por su contribución a la industria cinematográfica en el 6821 de Hollywood Boulevard, y otra estrella por su carrera radiofónica en el 6777 de la misma vía.

## Filmografía
- The Song of Fame (1934) (The Canova Family)
- In Caliente (1935) - (Número "The Lady in Red")
- Broadway Gondolier (1935) - (sin aparecer en créditos)
- Going Highbrow (1935)
- Artists and Models (1937)
- Thrill of a Lifetime (1937)
- Scatterbrain (1940)
- Sis Hopkins (Adorable intrusa) (1941)
- Puddin' Head (1941)
- Sleepytime Gal (1942)
- True to the Army (1942)
- Joan of Ozark (1942)
- Chatterbox (1943)
- Sleepy Lagoon (1943)
- Louisiana Hayride (1944)
- Hit the Hay (1945)
- Singin' in the Corn (1946)
- Honeychile (1951)
- Oklahoma Annie (1952)
- The WAC from Walla Walla (1952)
- Untamed Heiress (1954)
- Carolina  Canonball (1955)
- Lay that Rifle Down (1955)
- Las aventuras de Huckleberry Finn (1960)
- Cannonball (1976)

## Audio
- OTR Network Library: The Judy Canova Show (10 episodios)